# Грибов
Грѝбов или Грибув (на полски: Grybów) е град в Южна Полша, Малополско войводство, Новосончки окръг. Административен център е на селската Грибовска община, без да е част от нея. Самият град е обособен в самостоятелна градска община с площ 16,95 км2.

## Население
Според данни от полската Централна статистическа служба, към 1 януари 2014 г. населението на града възлиза на 6 086 души. Гъстотата е 359 души/км2.